# Определённо-личные предложения
Определённо-ли́чные предложе́ния — односоставные предложения, обозначающие действия или состояния непосредственных участников речи — говорящего или собеседника. Сказуемое (главный член) в них выражается формой 1 или 2 лица глаголов единственного или множественного числа.
Категория лица есть в настоящем и будущем времени изъявительного наклонения и в повелительном наклонении. Соответственно сказуемое в определённо-личных предложениях может быть выражено следующими формами: расскажу, расскажешь, расскажем, расскажете, расскажи, расскажите, давай(те) расскажем; иду, идёшь, идём, идёте, буду идти, будешь идти, будем идти, будете идти.
Предложения эти по своему значению очень близки к двусоставным предложениям. Почти всегда соответствующую информацию можно передать двусоставным предложением, подставив подлежащие я, мы, ты или вы в исходное предложение.